# 비데이섬

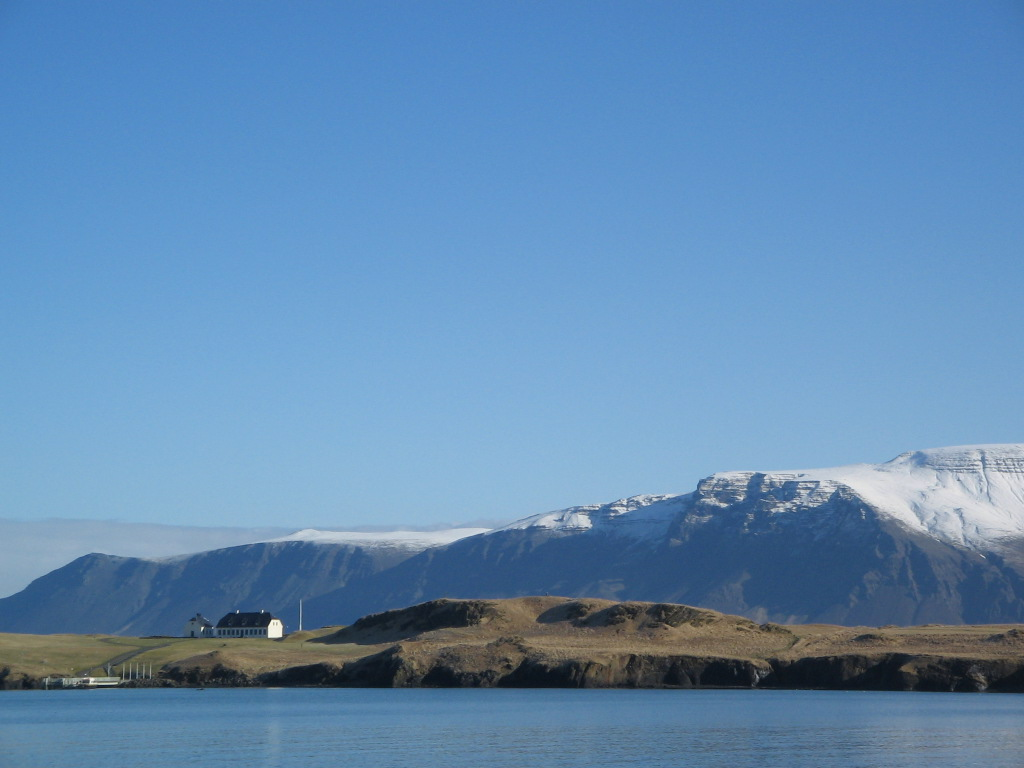
비데이 섬

비데이섬(Viðey)은 아이슬란드에 있는 섬으로, 이매진 피스 타워가 있다.